# Fritz Keller
Fritz Keller (21 d'agost de 1913 - 8 de juny de 1985) fou un futbolista francès. El seu germà Curt Keller també fou futbolista.

## Selecció de França
Va formar part de l'equip francès a la Copa del Món de 1934.